# イェンス・イェレミース
イェンス・イェレミース（Jens Jeremies, 1974年3月5日 - ）は、ドイツ・ゲルリッツ出身の元同国代表サッカー選手。現役時代のポジションはミッドフィールダー。

## 経歴
旧東ドイツのゲルリッツで生まれる。6歳の時に地元のサッカークラブ、モートル・ゲルリッツの下部組織でサッカーを始め、1986年に12歳の時にディナモ・ドレスデンへ移籍、1994年にドレスデンでトップデビューを果たした。1995年にTSV1860ミュンヘンへ移籍すると、1998年には同じ都市を本拠地とするバイエルン・ミュンヘンと契約。バイエルンでは2000-01シーズンのUEFAチャンピオンズリーグ優勝を始め、6度のリーグ（1999 2001、2003、2005、2006）、4度のDFBポカール（2000、2003、2005、2006）優勝に貢献した。ブンデスリーガ通算251試合9得点という成績を残した。
ドイツ代表としては1997年11月15日の南アフリカ戦で代表デビューを飾り、1998年に1998 FIFAワールドカップに出場した。UEFA欧州選手権2000の後、怪我の影響などから代表からは外れていたが、所属クラブでの活躍もあって代表へ復帰を果たし、2002 FIFAワールドカップ準優勝に貢献。決勝のブラジル戦では流血しながらもピッチに立ち続けた。そして2004年のUEFA欧州選手権2004を最後に代表から退いた。
引退後は代理人業界に身を置いている。

## 所属クラブ
- ディナモ・ドレスデン 1994-1995
- 1860ミュンヘン 1995-1998
- バイエルン・ミュンヘン 1998-2006

## 代表歴

### 出場大会
- ドイツ代表
  - 1998 FIFAワールドカップ (ベスト8)
  - 2002 FIFAワールドカップ (準優勝)

### 試合数
- 国際Aマッチ 55試合 1得点（1997年-2004年）[4]

| ドイツ代表 | 国際Aマッチ | 国際Aマッチ |
| 年         | 出場        | 得点        |
| ---------- | ----------- | ----------- |
| 1997       | 1           | 0           |
| 1998       | 10          | 0           |
| 1999       | 10          | 1           |
| 2000       | 4           | 0           |
| 2001       | 3           | 0           |
| 2002       | 17          | 0           |
| 2003       | 5           | 0           |
| 2004       | 5           | 0           |
| 通算       | 55          | 1           |